# 2012-es birkózó-Európa-bajnokság
A 2012-es birkózó-Európa-bajnokságot a szerbiai Belgrádban rendezték meg 2012. március 6. és március 11. között.

## A verseny programja
| - március 6., kedd - férfi szabadfogás 66 és 96 kg (selejtező és döntő) - női 48 kg (selejtező és döntő) - március 7., szerda - férfi szabadfogás 55 és 60 kg (selejtező és döntő) - női 51 és 59 kg (selejtező és döntő) - március 8., csütörtök - férfi szabadfogás 74 és 120 kg (selejtező és döntő) - női 55 és 67 kg (selejtező és döntő) | - március 9., péntek - férfi szabadfogás 84 kg (selejtező és döntő) - női 63 és 72 kg (selejtező és döntő) - március 10., szombat - férfi kötöttfogás 55, 60, 96 és 120 kg (selejtező és döntő) - március 11., vasárnap - férfi kötöttfogás 66, 74 és 84 kg (selejtező és döntő) |

## A versenyen részt vevő nemzetek
| - Albánia - Ausztria - Azerbajdzsán - Bulgária - Ciprus - Csehország - Dánia - Észtország - Fehéroroszország - Finnország - Franciaország - Görögország - Grúzia - Hollandia | - Horvátország - Írország - Izrael - Lengyelország - Lettország - Litvánia - Macedónia - Magyarország - Moldova - Monaco - Montenegró - Nagy-Britannia - Németország - Norvégia | - Olaszország - Oroszország - Örményország - Portugália - Románia - Spanyolország - Svájc - Svédország - Szerbia - Szlovákia - Szlovénia - Törökország - Ukrajna |

## Eredmények

### Összesített Éremtáblázat
Jelmagyarázat:
(A táblázatban Magyarország és a rendező nemzet csapata eltérő háttérszínnel, az egyes számoszlopok legmagasabb értéke vagy értékei vastagítással kiemelve.)
| #        | nemzet           | arany | ezüst | bronz | összesen |
| -------- | ---------------- | ----- | ----- | ----- | -------- |
| 1        | Oroszország      | 5     | 2     | 8     | 15       |
| 2        | Ukrajna          | 4     | 4     | 3     | 11       |
| 3        | Törökország      | 2     | 0     | 4     | 6        |
|          | Azerbajdzsán     | 2     | 0     | 4     | 6        |
| 5        | Bulgária         | 1     | 4     | 3     | 8        |
| 6        | Grúzia           | 1     | 3     | 2     | 6        |
| 7        | Svédország       | 1     | 1     | 1     | 3        |
|          | Lengyelország    | 1     | 1     | 1     | 3        |
| 9        | Örményország     | 1     | 0     | 3     | 4        |
| 10       | Németország      | 1     | 0     | 2     | 3        |
| 11       | Norvégia         | 1     | 0     | 0     | 1        |
|          | Szlovákia        | 1     | 0     | 0     | 1        |
| 13       | Magyarország     | 0     | 2     | 3     | 5        |
| 14       | Románia          | 0     | 2     | 2     | 4        |
| 15       | Litvánia         | 0     | 1     | 1     | 2        |
| 16       | Lettország       | 0     | 1     | 0     | 1        |
| 17       | Fehéroroszország | 0     | 0     | 2     | 2        |
| 18       | Moldova          | 0     | 0     | 1     | 1        |
|          | Spanyolország    | 0     | 0     | 1     | 1        |
|          | Szerbia          | 0     | 0     | 1     | 1        |
| Összesen | Összesen         | 21    | 21    | 42    | 72       |

### Éremszerzők
| versenyszám       | arany                    | ezüst                         | bronz                     |
| férfi kötöttfogás |                          |                               |                           |
| 55 kg             | Elchin Aliyev            | Módos Péter                   | Fatih Ucuncu              |
| 55 kg             | Elchin Aliyev            | Módos Péter                   | Aleksandar Kostadinov     |
| 60 kg             | Lévai István             | Ivo Serafimov Angelov         | Davor Stefanek            |
| 60 kg             | Lévai István             | Ivo Serafimov Angelov         | Arslan Abdullin           |
| 66 kg             | Frank Stabler            | Georgian Carpen               | Ove Mathias Gunther       |
| 66 kg             | Frank Stabler            | Georgian Carpen               | Islam-Beka Albiev         |
| 74 kg             | Roman Vlasov             | Manuchar Tskhadaia            | Alexsandr Kazakevic       |
| 74 kg             | Roman Vlasov             | Manuchar Tskhadaia            | Arsen Julfalakyan         |
| 84 kg             | Hristo Diyanov Marinov   | Damian Janikowski             | Zsan Belenyuk             |
| 84 kg             | Hristo Diyanov Marinov   | Damian Janikowski             | Lőrincz Viktor            |
| 96 kg             | Artur Aleksanyan         | Mindaugas Ezerskis            | Shalva Qadabadze          |
| 96 kg             | Artur Aleksanyan         | Mindaugas Ezerskis            | Szerhij Rutenko           |
| 120 kg            | Riza Kayaalp             | Khasan Baroev                 | Jevhen Orlov              |
| 120 kg            | Riza Kayaalp             | Khasan Baroev                 | Yuri Patrikeev            |
| férfi szabadfogás |                          |                               |                           |
| 55 kg             | Dzhamal Otarsultanov     | Besarion Gochashsili          | Radoslav Marinov Velikov  |
| 55 kg             | Dzhamal Otarsultanov     | Besarion Gochashsili          | Ahmet Peker               |
| 60 kg             | Toghzul Asgarov          | Anatolie Ilarionovitch Guidea | Rasul Murtazaliev         |
| 60 kg             | Toghzul Asgarov          | Anatolie Ilarionovitch Guidea | Malkhaz Zarkua            |
| 66 kg             | Alan Gogajev             | Leonid Anatolevics Bazan      | Wöller Gergő              |
| 66 kg             | Alan Gogajev             | Leonid Anatolevics Bazan      | Devid Safaryan            |
| 74 kg             | Denis Tsargush           | Davit Khutsishvili            | Hatos Gábor               |
| 74 kg             | Denis Tsargush           | Davit Khutsishvili            | Alexander Gostiev         |
| 84 kg             | Dato Marsagishvili       | Mihail Petrov Ganev           | Anzor Urishev             |
| 84 kg             | Dato Marsagishvili       | Mihail Petrov Ganev           | Gheorghita Stefan         |
| 96 kg             | Abduszalam Gadiszov      | Valerij Andrijcev             | Serhat Balci              |
| 96 kg             | Abduszalam Gadiszov      | Valerij Andrijcev             | Ivan Jankovszki           |
| 120 kg            | Taha Akgül               | Ligeti Dániel                 | Davit Modzmanashvili      |
| 120 kg            | Taha Akgül               | Ligeti Dániel                 | Ihar Dziatko              |
| női szabadfogás   |                          |                               |                           |
| 48 kg             | Ljudmila Baluska         | Estera Dobre                  | Marina Vilmova            |
| 48 kg             | Ljudmila Baluska         | Estera Dobre                  | Jaqueline Saskia Schellin |
| 51 kg             | Iwona Nina Matkowska     | Olekszandra Kohut             | Alexandra Demmel          |
| 51 kg             | Iwona Nina Matkowska     | Olekszandra Kohut             | Katya Krasnova            |
| 55 kg             | Natalija Szinisin        | Sofia Magdalena Mattsson      | Maria Gurova              |
| 55 kg             | Natalija Szinisin        | Sofia Magdalena Mattsson      | Ana Maria Paval           |
| 59 kg             | Hanna Vaszilenko         | Anastasija Grigorjeva         | Sona Ahmadli              |
| 59 kg             | Hanna Vaszilenko         | Anastasija Grigorjeva         | Ludmila Cristea           |
| 63 kg             | Julija Osztapcsuk        | Natalia Smirnova              | Monika Ewa Michalik       |
| 63 kg             | Julija Osztapcsuk        | Natalia Smirnova              | Elif Jale Yesilirmak      |
| 67 kg             | Hanna Katarina Johansson | Alla Cserkaszova              | Nadya Sementsova          |
| 67 kg             | Hanna Katarina Johansson | Alla Cserkaszova              | Dzhanan Filipova Manolova |
| 72 kg             | Maja Gunvor Erlandsen    | Katerina Burmisztrova         | Natalia Varabjova         |
| 72 kg             | Maja Gunvor Erlandsen    | Katerina Burmisztrova         | Maider De Audicana        |

## Férfiak

### Kötöttfogású

#### 55 kg
| #  | ország           | név                   |
| -- | ---------------- | --------------------- |
|    | Azerbajdzsán     | Elchin Aliyev         |
|    | Magyarország     | Módos Péter           |
|    | Törökország      | Fatih Ucuncu          |
|    | Bulgária         | Aleksandar Kostadinov |
| 5  | Ukrajna          | Dmitro Harko          |
| 5  | Oroszország      | Mingiyan Semenov      |
| 7  | Moldova          | Victor Ciobanu        |
| 8  | Horvátország     | Ivan Lizatovic        |
| 9  | Fehéroroszország | Elbek Tazhyieu        |
| 10 | Románia          | Virgil Munteanu       |
| 11 | Grúzia           | Kemal Harabadze       |
| 12 | Szerbia          | Kristian Gazdag       |
| 13 | Izrael           | Vladimir Tsaryuk      |
| 14 | Svédország       | Bo Erik Fagerlund     |
| 14 | Németország      | Dustin Scherf         |
| 16 | Norvégia         | Anders Ronningen      |
| 16 | Finnország       | Ville Ilmari Kaki     |
| 18 | Olaszország      | Federico Manea        |
| 19 | Görögország      | Lazaros Karathanassis |

#### 60 kg
| #  | ország             | név                        |
| -- | ------------------ | -------------------------- |
|    | Szlovákia          | Lévai István               |
|    | Bulgária           | Ivo Serafimov Angelov      |
|    | Szerbia            | Davor Stefanek             |
|    | Oroszország        | Arslan Abdullin            |
| 5  | Fehéroroszország   | Maksim Kazharski           |
| 5  | Azerbajdzsán       | Kamran Mammadov            |
| 7  | Grúzia             | Irakli Chochua             |
| 8  | Franciaország      | Tarik Belmadani            |
| 9  | Svédország         | Rasmus Lindqvist Stolt     |
| 10 | Örményország       | Artur Mkrtchyan            |
| 11 | Svájc              | Patrick Stadelmann         |
| 12 | Észtország         | Anar Zeinalov              |
| 13 | Litvánia           | Ramunas Dagys              |
| 14 | Spanyolország      | Albert Aghazaryan          |
| 15 | Törökország        | Soner Sucu                 |
| 16 | Horvátország       | Tonimir Sokol              |
| 17 | Románia            | Eusebiu Iancu Diaconu      |
| 18 | Németország        | Christoph Bast             |
| 19 | Olaszország        | Vincenzo Macri             |
| 20 | Egyesült Királyság | Terence Christopher Bosson |
| 20 | Görögország        | Vladimiros Matias          |
| 20 | Finnország         | Esa Leo Uimonen            |
| 20 | Ukrajna            | Ruslan Israfilov           |
| 24 | Portugália         | Manuel Almeida             |
| 25 | Lengyelország      | Edward Barsegjan           |
| 26 | Moldova            | Donior Islamov             |

#### 66 kg
| #  | ország           | név                          |
| -- | ---------------- | ---------------------------- |
|    | Németország      | Frank Stabler                |
|    | Románia          | Georgian Carpen              |
|    | Svédország       | Ove Mathias Gunther          |
|    | Oroszország      | Islam-Beka Albiev            |
| 5  | Szerbia          | Aleksandar Maksimovic        |
| 5  | Fehéroroszország | Yaraslau Kardash             |
| 7  | Portugália       | Hugo Miguel Passos           |
| 8  | Bulgária         | Emilyan Malinov Todorov      |
| 9  | Horvátország     | Dominik Etlinger             |
| 10 | Franciaország    | Artak Margaryan              |
| 11 | Izrael           | Yuri Vechshev                |
| 12 | Örményország     | Aram Julfalakyan             |
| 13 | Törökország      | Refik Ayvazoglu              |
| 14 | Csehország       | Filip Dubsky                 |
| 15 | Moldova          | Ion Luchita                  |
| 16 | Grúzia           | Revaz Lashkhi                |
| 17 | Litvánia         | Edgaras Venckaitis           |
| 18 | Magyarország     | Korpási Bálint               |
| 19 | Szlovákia        | Lévai Attila                 |
| 19 | Olaszország      | Tiziano Corriga              |
| 21 | Azerbajdzsán     | Vitaliy Rahimov              |
| 22 | Ukrajna          | Armen Vardanyan              |
| 23 | Svájc            | Pascal Strebel               |
| 23 | Norvégia         | Marius Blomstadli Thommesen  |
| 25 | Ausztria         | Benedikt Puffer              |
| 25 | Dánia            | Fredrik Holmquist Bjerrehuus |
| 25 | Lengyelország    | Edgar Melkumov Pogosian      |
| 25 | Görögország      | Christos Apostolou           |
| 29 | Lettország       | Sergejs Mironovs             |

#### 74 kg
| #  | ország           | név                       |
| -- | ---------------- | ------------------------- |
|    | Oroszország      | Roman Vlasov              |
|    | Grúzia           | Manuchar Tskhadaia        |
|    | Litvánia         | Alexsandr Kazakevic       |
|    | Örményország     | Arsen Julfalakyan         |
| 5  | Franciaország    | Christophe Guenot         |
| 5  | Ukrajna          | Dmytro Pyshkov            |
| 7  | Törökország      | Seref Tufenk              |
| 8  | Horvátország     | Bozo Starcevic            |
| 9  | Lengyelország    | Arkadiusz Marcin Kulynycz |
| 10 | Azerbajdzsán     | Elvin Mursaliyev          |
| 11 | Csehország       | Petr Novak                |
| 12 | Románia          | Ionel Puscasu             |
| 13 | Svédország       | Robert Patrik Rosengren   |
| 14 | Ausztria         | Florian Marchl            |
| 15 | Norvégia         | Rasmus Nes Tjorstad       |
| 16 | Izrael           | Ilya Shafran              |
| 17 | Lettország       | Aleksandrs Visnakovs      |
| 18 | Szerbia          | Goran Bulatovic           |
| 19 | Fehéroroszország | Valery Palenski           |
| 20 | Bulgária         | Iliyan Todorov Georgiev   |
| 20 | Moldova          | Igor Besleaga             |
| 22 | Magyarország     | Szabó Martin              |
| 23 | Görögország      | Ioannis Triantafyllidis   |
| 24 | Finnország       | Veli-Karri Suominen       |
| 25 | Olaszország      | Saverio Scaramuzzi        |
| 26 | Szlovénia        | Jure Kuhar                |
| 26 | Svájc            | Jonas Bossert             |
| 28 | Dánia            | Carl Ekstrom              |
| 28 | Szlovákia        | Vojtech Jakus             |
| 30 | Németország      | Fabian Janicke            |
| 31 | Albánia          | Meraldo Ndoka             |

#### 84 kg
| #  | ország           | név                       |
| -- | ---------------- | ------------------------- |
|    | Bulgária         | Hristo Diyanov Marinov    |
|    | Lengyelország    | Damian Janikowski         |
|    | Ukrajna          | Zhan Beleniuk             |
|    | Magyarország     | Lőrincz Viktor            |
| 5  | Litvánia         | Laimutis Adomaitis        |
| 5  | Észtország       | Eerik Aps                 |
| 7  | Grúzia           | Vladimer Gegeshidze       |
| 8  | Azerbajdzsán     | Saman Ahman Tahmasebi     |
| 9  | Olaszország      | Andrea Minguzzi           |
| 10 | Törökország      | Ahmet Yildirim            |
| 11 | Csehország       | Artur Omarov              |
| 12 | Horvátország     | Nenad Zugaj               |
| 13 | Svájc            | Thomas Suppiger           |
| 14 | Örményország     | Hrach Hovhannisyan        |
| 15 | Moldova          | Serghei Zgherea           |
| 16 | Szlovákia        | Marian Mihalik            |
| 17 | Svédország       | Jim Eric Filip Pettersson |
| 18 | Albánia          | Mirukaj Ergys             |
| 19 | Németország      | Ramsin Azizsir            |
| 20 | Ausztria         | Amer Hrustanovic          |
| 21 | Románia          | Tamás Attila Gheza        |
| 22 | Fehéroroszország | Javid Hamzatau            |
| 23 | Franciaország    | Mélonin Noumonvi          |
| 24 | Finnország       | Rami Antero Hietaniemi    |
| 25 | Montenegró       | Nikola Knezevic           |
| 26 | Oroszország      | Aleksey Mishin            |
| 26 | Spanyolország    | Pedro Garcia Perez        |
| 26 | Lettország       | Zbignevs Romanovskis      |
| 29 | Norvégia         | Jon Isaksen               |
| 30 | Görögország      | Leon Laokratis Kessidis   |
| 31 | Szerbia          | Petar Balo                |
| 31 | Dánia            | Christian Brix Roed       |

#### 96 kg
| #  | ország           | név                        |
| -- | ---------------- | -------------------------- |
|    | Örményország     | Artur Aleksanyan           |
|    | Litvánia         | Mindaugas Ezerskis         |
|    | Azerbajdzsán     | Shalva Qadabadze           |
|    | Ukrajna          | Sergii Rutenko             |
| 5  | Lengyelország    | Damian Sergiusz Fedorowicz |
| 5  | Németország      | Oliver Adrian Hassler      |
| 7  | Oroszország      | Rustam Totrov              |
| 8  | Magyarország     | Rizmajer György            |
| 9  | Csehország       | David Vala                 |
| 10 | Grúzia           | Soso Jabidze               |
| 11 | Törökország      | Ahmet Tacyildiz            |
| 12 | Bulgária         | Kaloyan Ivanov Dinchev     |
| 13 | Románia          | Robert Alexandru Papp      |
| 14 | Finnország       | Timo Antero Kallio         |
| 15 | Olaszország      | Beniamino Scibilia         |
| 15 | Svédország       | Jimmy Alexander Lidberg    |
| 17 | Észtország       | Alo Toom                   |
| 18 | Moldova          | Andrian Mocanu             |
| 18 | Görögország      | Alexandros Poikilidis      |
| 20 | Szlovákia        | Filip Koszheghy            |
| 20 | Szerbia          | Dejan Franjkovic           |
| 20 | Izrael           | Robert Avanesyan           |
| 23 | Fehéroroszország | Tsimafei Dzeinichenka      |
| 24 | Horvátország     | Sinisa Hogac               |

#### 120 kg
| #  | ország           | név                    |
| -- | ---------------- | ---------------------- |
|    | Törökország      | Riza Kayaalp           |
|    | Oroszország      | Khasan Baroev          |
|    | Ukrajna          | Yevhenii Orlov         |
|    | Örményország     | Yuri Patrikeev         |
| 5  | Azerbajdzsán     | Messoud Hashimzada     |
| 5  | Magyarország     | Deák Bárdos Mihály     |
| 7  | Fehéroroszország | Ioseb Chugoshvili      |
| 8  | Litvánia         | Mindaugas Mizgaitis    |
| 9  | Franciaország    | Yannick Szczepaniak    |
| 10 | Grúzia           | Guram Pherselidze      |
| 11 | Németország      | Ralf Walter Boehringer |
| 12 | Románia          | Alin Alexuc-Ciurariu   |
| 13 | Lettország       | Igors Kostins          |
| 14 | Olaszország      | Rocco Daniele Ficara   |
| 15 | Csehország       | Marek Svec             |
| 16 | Bulgária         | Ivan Stoyanov Ivanov   |
| 16 | Lengyelország    | Lukasz Banak           |
| 16 | Görögország      | Savas Ioannis          |
| 16 | Észtország       | Heiki Nabi             |
| 20 | Montenegró       | Vladimir Radosavljevic |
| 20 | Szerbia          | Milos Spasic           |
| 22 | Svédország       | Leif Eddy Bengtsson    |
| 22 | Horvátország     | Marko Koscevic         |

### Szabadfogású

#### 55 kg
| #  | ország           | név                      |
| -- | ---------------- | ------------------------ |
|    | Oroszország      | Dzhamal Otarsultanov     |
|    | Grúzia           | Besarion Gochashsili     |
|    | Bulgária         | Radoslav Marinov Velikov |
|    | Törökország      | Ahmet Peker              |
| 5  | Örményország     | Mihran Jaburyan          |
| 5  | Moldova          | Alexandru Chirtoaca      |
| 7  | Ukrajna          | Igor Khavaldzhy          |
| 8  | Fehéroroszország | Andrei Komar             |
| 9  | Magyarország     | Molnár Róbert            |
| 10 | Lengyelország    | Adam Benkovski           |
| 11 | Románia          | Andrei Dukov             |
| 12 | Németország      | Emanuel Krause           |
| 13 | Albánia          | Islam Islamaj            |
| 14 | Monaco           | Ghenadie Tulbea          |
| 15 | Azerbajdzsán     | Galib Alyev              |
| 16 | Franciaország    | Chakir Ansari            |
| 17 | Svájc            | Urs Wild                 |
| 18 | Szerbia          | Nikola Markovic          |
| 19 | Litvánia         | Sarunas Jurcys           |

#### 60 kg
| #  | ország           | név                           |
| -- | ---------------- | ----------------------------- |
|    | Azerbajdzsán     | Toghzul Asgarov               |
|    | Bulgária         | Anatolie Ilarionovitch Guidea |
|    | Oroszország      | Rasul Murtazaliev             |
|    | Grúzia           | Malkhaz Zarkua                |
| 5  | Ukrajna          | Yevhenii Khavilov             |
| 5  | Románia          | George Bucur                  |
| 7  | Fehéroroszország | Uladzislau Andreyeu           |
| 8  | Németország      | Tim Schleicher                |
| 9  | Örményország     | Artur Arakelyan               |
| 10 | Moldova          | Pavel Negru                   |
| 11 | Észak-Macedónia  | Rufat Ismaili                 |
| 12 | Törökország      | Munir Recep Aktas             |
| 13 | Magyarország     | Molnár József                 |
| 14 | Ausztria         | Maximilian Ausserleitner      |
| 15 | Litvánia         | Vytas Cumakov                 |
| 16 | Szlovákia        | Mykola Bolotnjuk              |
| 17 | Szerbia          | Dragan Desic                  |
| 17 | Lengyelország    | Krzysztof Bienkowski          |
| 19 | Spanyolország    | Yunier Castillo Silveira      |
| 20 | Görögország      | Antranik Ovsepian             |

#### 66 kg
| #  | ország             | név                      |
| -- | ------------------ | ------------------------ |
|    | Oroszország        | Alan Gogajev             |
|    | Bulgária           | Leonid Anatolevics Bazan |
|    | Magyarország       | Wöller Gergő             |
|    | Örményország       | Devid Safaryan           |
| 5  | Törökország        | Yakup Gor                |
| 5  | Grúzia             | Otar Tushishvili         |
| 7  | Ukrajna            | Andrij Sztadnik          |
| 8  | Olaszország        | Raimondo Campagna        |
| 9  | Azerbajdzsán       | Emin Azizov              |
| 10 | Fehéroroszország   | Albert Batyrau           |
| 11 | Németország        | Martin Sebastian Daum    |
| 12 | Románia            | Yan Ceaban               |
| 13 | Görögország        | Andreas Triantafyllidis  |
| 14 | Szlovákia          | Peter Obzera             |
| 15 | Moldova            | Vladimir Gotisan         |
| 16 | Ciprus             | Stelios Mama             |
| 17 | Ausztria           | Georg Marchl             |
| 17 | Lengyelország      | Adam Konrad Blok         |
| 17 | Észak-Macedónia    | Dejan Mitrov             |
| 20 | Egyesült Királyság | Oleksandr Madyarchyk     |
| 21 | Szerbia            | Mirjan Gecin             |

#### 74 kg
| #  | ország             | név                      |
| -- | ------------------ | ------------------------ |
|    | Oroszország        | Denis Tsargush           |
|    | Grúzia             | Davit Khutsishvili       |
|    | Magyarország       | Hatos Gábor              |
|    | Azerbajdzsán       | Alexander Gostiev        |
| 5  | Ukrajna            | Oleg Bilotserkivskyi     |
| 5  | Törökország        | Soner Demirtas           |
| 7  | Bulgária           | Kiril Stoychev Terziev   |
| 8  | Örményország       | Musa Murtazaliev         |
| 9  | Egyesült Királyság | Myroslav Dykun           |
| 10 | Moldova            | Roman Dermenji           |
| 11 | Franciaország      | Luca Ezio Lampis         |
| 12 | Észak-Macedónia    | Ljuljzim Vrenezi         |
| 13 | Németország        | Aydin Ergun              |
| 14 | Finnország         | Rolle Kristian Rantala   |
| 15 | Lengyelország      | Adam Henryk Sobieraj     |
| 16 | Spanyolország      | Alberto Martinez Navarro |
| 17 | Szlovákia          | Dan Palinkas             |
| 17 | Románia            | Marius Lucian Atofani    |
| 19 | Ausztria           | Philipp Crepaz           |
| 20 | Svájc              | Steven Graf              |
| 21 | Fehéroroszország   | Anton Afanasyeu          |
| 22 | Észtország         | Elar Hani                |
| 23 | Olaszország        | Carmelo Lumia            |
| 24 | Csehország         | Gurgen Baghdasaryan      |
| 25 | Szerbia            | Valdemar Stajer          |
| 26 | Görögország        | Oleg Matsalin            |

#### 84 kg
| #  | ország             | név                      |
| -- | ------------------ | ------------------------ |
|    | Grúzia             | Dato Marsagishvili       |
|    | Bulgária           | Mihail Petrov Ganev      |
|    | Oroszország        | Anzor Urishev            |
|    | Románia            | Gheorghita Stefan        |
| 5  | Lettország         | Armands Zvirbulis        |
| 5  | Törökország        | Serdar Boke              |
| 7  | Fehéroroszország   | Amarhajy Mahamedau       |
| 8  | Izrael             | Sergei Kolesnicov        |
| 9  | Görögország        | Timofei Xenidis          |
| 10 | Ukrajna            | Dzhambuli Tsotadze       |
| 11 | Örményország       | Gadzhimurad Nurmagomedov |
| 12 | Németország        | Konstantin Volk          |
| 13 | Észak-Macedónia    | Dejan Bogdanov           |
| 14 | Lengyelország      | Maciej Michal Balawender |
| 15 | Spanyolország      | Boris Andonov            |
| 16 | Moldova            | Ion Gurmuzachi           |
| 17 | Litvánia           | Edgaras Voitechovskis    |
| 18 | Franciaország      | Stéphane Jean Marczinski |
| 18 | Svájc              | Marco Lukas Riesen       |
| 20 | Írország           | Alexander William Dolly  |
| 21 | Albánia            | Egzon Shala              |
| 22 | Szerbia            | Dragutin Dukic           |
| 23 | Egyesült Királyság | Ivante Akkerman          |
| 24 | Magyarország       | Veréb István             |
| 25 | Azerbajdzsán       | Ilya Khamikoyev          |
| 26 | Olaszország        | Andrea Sorbello          |
| 27 | Szlovákia          | René Matejov             |

#### 96 kg
| #  | ország             | név                       |
| -- | ------------------ | ------------------------- |
|    | Oroszország        | Abduszalam Gadiszov       |
|    | Ukrajna            | Valerii Andriitszev       |
|    | Törökország        | Serhat Balci              |
|    | Fehéroroszország   | Ivan Jankovszki           |
| 5  | Azerbajdzsán       | Nauruz Temrezov           |
| 5  | Lengyelország      | Radoslaw Baran            |
| 7  | Bulgária           | Georgi Atanaszov Szredkov |
| 8  | Szlovákia          | Jozef Jaloviar            |
| 9  | Grúzia             | George Gogshelidze        |
| 10 | Románia            | Adrian Recorean           |
| 11 | Magyarország       | Fodor Tamás               |
| 12 | Örményország       | Andranik Galstyan         |
| 13 | Németország        | Kevin Schwaebe            |
| 14 | Egyesült Királyság | Leon Gregory Rattigan     |
| 15 | Moldova            | Nicolai Ceban             |
| 16 | Görögország        | Grigorios Kriaridis       |
| 17 | Észak-Macedónia    | Aleksandar Stojanov       |
| 18 | Ciprus             | Aparian Varntan           |
| 19 | Lettország         | Imants Lagodskis          |
| 20 | Szerbia            | Marko Jovanovic           |

#### 120 kg
| #  | ország           | név                            |
| -- | ---------------- | ------------------------------ |
|    | Törökország      | Taha Akgül                     |
|    | Magyarország     | Ligeti Dániel                  |
|    | Grúzia           | Davit Modzmanashvili           |
|    | Fehéroroszország | Ihar Dziatko                   |
| 5  | Bulgária         | Dimitar Angelov Kumchev        |
| 5  | Németország      | Nick Matuhin                   |
| 7  | Oroszország      | Bakhtiyar Akhmedov             |
| 8  | Albánia          | Fatjon Baro                    |
| 9  | Spanyolország    | Jose Cuba Vazquez              |
| 10 | Románia          | Rares Daniel Chintoan          |
| 11 | Azerbajdzsán     | Jamaladdin Magomedov           |
| 12 | Moldova          | Alexandr Romanov               |
| 13 | Szerbia          | Predrag Budic                  |
| 14 | Ukrajna          | Oleksandr Khotsianivskyi       |
| 15 | Szlovákia        | Marian Hutnan                  |
| 16 | Görögország      | Statis Giagias                 |
| 17 | Lettország       | Dmitrijs Mihailovs             |
| 18 | Lengyelország    | Bartlomiej Wladyslaw Bartnicki |
| 19 | Örményország     | Ruslan Basiev                  |
| 20 | Észak-Macedónia  | Aleksandar Georgiev            |

## Nők

### Szabadfogású

#### 48 kg
| #  | ország           | név                        |
| -- | ---------------- | -------------------------- |
|    | Ukrajna          | Ljudmila Baluska           |
|    | Románia          | Estera Dobre               |
|    | Oroszország      | Marina Vilmova             |
|    | Németország      | Jaqueline Saskia Schellin  |
| 5  | Norvégia         | Henriette Slattum          |
| 5  | Magyarország     | Dénes Mercédesz            |
| 7  | Lengyelország    | Anna Lukasiak              |
| 8  | Azerbajdzsán     | Marziget Bagomedova        |
| 9  | Olaszország      | Silvia Felice              |
| 10 | Bulgária         | Elitsza Atanaszova Jankova |
| 10 | Finnország       | Sarianne Johanna Savola    |
| 12 | Litvánia         | Vaida Puidaite             |
| 13 | Fehéroroszország | Vanesza Kaladzinszkaja     |
| 14 | Portugália       | Liliana Costa Dos Santos   |
| 15 | Szlovákia        | Lenka Matejova             |
| 16 | Svédország       | Victoria Emma Jeppsson     |
| 17 | Szerbia          | Bojana Jolicic             |

#### 51 kg
| #  | ország           | név                        |
| -- | ---------------- | -------------------------- |
|    | Lengyelország    | Iwona Nina Matkowska       |
|    | Ukrajna          | Oleksandra Kogut           |
|    | Németország      | Alexandra Demmel           |
|    | Oroszország      | Katya Krasnova             |
| 5  | Azerbajdzsán     | Patimat Bagomedova         |
| 5  | Törökország      | Burcu Kebic                |
| 7  | Hollandia        | Jessica Blaszka            |
| 8  | Olaszország      | Francesca Mori             |
| 9  | Franciaország    | Vanessa Zohra Boubryemm    |
| 10 | Moldova          | Natalia Budu               |
| 11 | Románia          | Alexandra Mihaela Munteanu |
| 12 | Fehéroroszország | Vialeta Chyrik             |
| 13 | Svédország       | Fredrika Ida Petersson     |
| 14 | Svájc            | Marina Wisler              |
| 15 | Spanyolország    | Maria del Barcelo          |
| 16 | Szerbia          | Eva Tuba                   |
| 17 | Lettország       | Karalina Tjapka            |

#### 55 kg
| #  | ország           | név                      |
| -- | ---------------- | ------------------------ |
|    | Ukrajna          | Nataliya Synyshyn        |
|    | Svédország       | Sofia Magdalena Mattsson |
|    | Oroszország      | Maria Gurova             |
|    | Románia          | Ana Maria Paval          |
| 5  | Görögország      | Maria Prevolaraki        |
| 5  | Lengyelország    | Roksana Marta Zasina     |
| 7  | Finnország       | Petra Maarit Olli        |
| 8  | Svájc            | Nadine Simone Tokar      |
| 9  | Magyarország     | Barka Emese              |
| 10 | Franciaország    | Anna Gomis               |
| 11 | Csehország       | Lenka Martinakova        |
| 12 | Fehéroroszország | Nadzeya Shushko          |
| 13 | Olaszország      | Valentina Minguzzi       |
| 14 | Azerbajdzsán     | Yuliya Ratkevich         |
| 15 | Portugália       | Vania Guerreiro          |
| 16 | Németország      | Eileen Friedrich         |
| 17 | Törökország      | Zeynep Yildirim          |
| 18 | Moldova          | Elena Turcan             |
| 19 | Szerbia          | Jovana Krcmarevic        |

#### 59 kg
| #  | ország           | név                    |
| -- | ---------------- | ---------------------- |
|    | Ukrajna          | Ganna Vasylenko        |
|    | Lettország       | Anastasija Grigorjeva  |
|    | Azerbajdzsán     | Sona Ahmadli           |
|    | Moldova          | Ludmila Cristea        |
| 5  | Fehéroroszország | Nadzeya Mikhalkova     |
| 5  | Oroszország      | Anna Polovneva         |
| 7  | Montenegró       | Mirjana Martinovic     |
| 8  | Szerbia          | Andela Krcmarevic      |
| 9  | Lengyelország    | Katarzyna Krawczyk     |
| 10 | Magyarország     | Szabó Emese            |
| 11 | Románia          | Georgiana Narcisa Paic |
| 11 | Törökország      | Hafize Sahin           |
| 13 | Svájc            | Fabienne Wittenwiler   |
| 14 | Észtország       | Johanna Kikkas         |
| 15 | Svédország       | Ida-Theres Nerell      |
| 16 | Németország      | Kathrin Neumaier       |

#### 63 kg
| #  | ország             | név                    |
| -- | ------------------ | ---------------------- |
|    | Ukrajna            | Yuliya Ostapchuk       |
|    | Oroszország        | Natalia Smirnova       |
|    | Lengyelország      | Monika Ewa Michalik    |
|    | Törökország        | Elif Jale Yesilirmak   |
| 5  | Bulgária           | Elina Lyubchova Vaseva |
| 5  | Svédország         | Malin Johanna Mattsson |
| 7  | Olaszország        | Maria Diana            |
| 8  | Németország        | Yvonne Hees            |
| 9  | Franciaország      | Audrey Prieto          |
| 10 | Románia            | Beatrice Oancea        |
| 11 | Görögország        | Agoro Papavasileiou    |
| 12 | Lettország         | Irina Petrova          |
| 13 | Fehéroroszország   | Anastasiya Huchok      |
| 14 | Azerbajdzsán       | Olesya Zamula          |
| 15 | Csehország         | Michala Spoustova      |
| 16 | Ausztria           | Laura Raffler          |
| 17 | Spanyolország      | Maria Mendez Mayo      |
| 18 | Szerbia            | Ana Tuba               |
| 19 | Egyesült Királyság | Sarah Marie Connolly   |
| 20 | Norvégia           | Sarlote Scalen         |

#### 67 kg
| #  | ország           | név                       |
| -- | ---------------- | ------------------------- |
|    | Svédország       | Hanna Katarina Johansson  |
|    | Ukrajna          | Alla Cherkasova           |
|    | Azerbajdzsán     | Nadya Sementsova          |
|    | Bulgária         | Dzhanan Filipova Manolova |
| 5  | Oroszország      | Yuliya Bartnovskaya       |
| 5  | Lettország       | Kristine Orbova           |
| 7  | Románia          | Roxana Andree Nastrusnicu |
| 8  | Fehéroroszország | Hanna Savenia             |
| 9  | Izrael           | Ilana Kratysh             |
| 10 | Németország      | Aline Focken              |
| 11 | Spanyolország    | Irene Garcia Garrido      |
| 11 | Ausztria         | Stephanie Maierhofer      |
| 13 | Törökország      | Neslihan Ulusoy           |
| 14 | Szerbia          | Ira Tuba                  |

#### 72 kg
| #  | ország             | név                     |
| -- | ------------------ | ----------------------- |
|    | Norvégia           | Maja Gunvor Erlandsen   |
|    | Ukrajna            | Kateryna Burmistrova    |
|    | Oroszország        | Natalia Varabjova       |
|    | Spanyolország      | Maider De Audicana      |
| 5  | Svédország         | Anna Fransson           |
| 5  | Azerbajdzsán       | Nataliya Palamarchuk    |
| 7  | Fehéroroszország   | Vasilisa Marzaliuk      |
| 8  | Ausztria           | Marina Gastl            |
| 9  | Franciaország      | Cinthya Vanessa Vescan  |
| 10 | Románia            | Elena Diana Mudrag      |
| 11 | Görögország        | Maria Louiza Vryoni     |
| 12 | Magyarország       | Godó Kitti              |
| 13 | Olaszország        | Dalma Caneva            |
| 14 | Egyesült Királyság | Chloe Anteda Spiteri    |
| 15 | Törökország        | Yasemin Adar            |
| 16 | Észtország         | Epp Mae                 |
| 17 | Németország        | Lisa Hug                |
| 18 | Bulgária           | Stanka Zlateva Hristova |
| 19 | Szerbia            | Una Svetlana Tuba       |
| 19 | Örményország       | Karine Shaboyan         |